# エッタ・リエル失踪事件
エッタ・リエル失踪事件（エッタ・リエルしっそうじけん、Disappearance of Etta Riel）とは、アメリカ合衆国のエッタ・H・リエル（Etta H. Riel、1914年5月4日 - 1934年11月22日失踪）が、マサチューセッツ州ウースターで行方不明になった事件。本件は未解決のままである。

## 事件

### 失踪
1934年前半、リエルは家族とマサチューセッツ州オックスフォードに住み、ウスター・ステート・ティーチャーズ・カレッジ(Worcester State Teachers College、州立教育大学)に通っていた。同年5月、リエルは地元の男性ヘンリー・サウィン (Henry Sawin)を相手取り、自身が妊娠した子どもの認知を求める訴訟を起こした。リエルとサウィンは、オックスフォード高校を1932年に卒業したとき交際関係にあった。サウィンはベーツ・カレッジに通うためメーン州に移ったが、2人は連絡を取り合っていた。1934年9月、リエルは女子を出産した。
11月21日の晩、リエルとサウィンは2人だけで数時間を過ごした。夕刻に2人が話しているのをリエルの美容師が目撃し、真夜中近くにサウィンの車がリエルの自宅の前に駐まっているのをオックスフォードの警察官が見ていた。零時過ぎ、リエルは姉妹に、自分とサウィンが結婚を決めたと伝えた。リエルは、その夜は2人でニューヨークへ行くと言い、小さな旅行かばんに荷造りをした。週の後半には子供を引き取りに来ると言い残し、リエルはサウィンの車に乗って発った。
父親認知の聴聞が予定されていた11月22日、リエルの姉妹がサウィンに会うと、彼はリエルとの結婚を決めたこともなければ旅行を計画したこともなく、何時間も前にリエルをウースターズ・ユニオン駅 (Worcester's Union Station)で降ろしたと述べた。警察の聴取に対するサウィンの証言によれば、リエルは不正に認知の訴えを起こしたことを認め、当日の裁判所での聴聞を不安に感じていた。また、リエルが21日の夜にどこを旅行するつもりだったのかは知らないし、自殺するつもりだったのかもしれないと述べた。10月には、自殺願望を示す内容の手紙がリエルから複数の友人に送られており、サウィンの主張を裏付けているかに見えた。
12月2日、表面上はリエルを差出人とする一通の電報が、リエルの弁護士の元に届いた。サウィンに対する認知の訴訟を取り下げるよう指示する内容であった。この電報は、ニューヨーク市内の公衆電話から打電が依頼されたもので、差出人が申告した住所は虚偽だったことが警察の調査によって判明した。差出人の身元は特定されずじまいとなった。1935年、リエル失踪後の数週間から数か月間に彼女を見た、または彼女と話したとする情報がいくつかあったものの、警察は11月22日以降の目撃を確認することはできなかった。

### 捜査
捜査の開始後まもなく、リエルが失踪した日の午前2時から4時の間に、番号が一般には公開されていない駅の電話機に3回の着信があり、ウースター駅の操車係兼駅長がこの電話に出ていたことがわかった。そのうちの1回は、オックスフォードの電話交換手を名乗る人物で、リエルを見つけて列車に乗らせないように求めた。駅を探したものの、リエルの姿はなかった。その後の捜査で、そういった電話はオックスフォード交換局から発信されていなかったことが判明したが、電話の主は特定できなかった。
サウィンは一貫して重要参考人であったが、警察は他にもリエルの失踪に関係していると考えた数人の聴取を行った。1935年前半、警察はコネチカット州パットナムのある男性を捜査した。この人物は、リエルとの文通歴があり、彼女が失踪したころに身元不明の連れとフロリダを旅行していた。しかし、結局事件との関連性は否定された。同年8月、リエルとアパートメントをシェアしていたと主張する女性に対する聴取が行われたものの、その人物は後に精神病院に入院させられた。
マサチューセッツ州警察は、リエルの失踪後、何年にもわたって広範な捜索を続けた。リエルが人知れずオックスフォード共同墓地に埋葬された可能性も考え、1935年と1937年にはいくつかの墓を掘り起こし。1935年4月には、マサチューセッツ州ウースター郡地域の地中調査が行われ、近隣のパーガトリー・キャズム(Purgatory Chasm)保護地区にある多数の池や場所も対象になった。リエルが失踪してから3年後、事件の担当となった刑事は、リエルは生きていると思うと述べた。

### その後
1990年に、リエルの娘アルマ・コンロン (Alma Conlon)がヘンリー・サウィンを相手に父子関係の認知を求める訴訟を起こし、母親の失踪から60年近く経って、警察が失踪の捜査を再開することになった。コンロンは、サウィンを自分の法律上の父親と宣言するよう検認裁判所に求めたが、1993年に退けられた。

## 世間の注目
リエルの事件は、1930年代のニューイングランドで広く注目され、全国ニュースにもなった。1937年3月には、ニューヨークのWORラジオが、番組の"Mystery Stories"で「エッタ・リエルの失踪」として取り上げた。同年5月、雑誌『Liberty』が事件に関する長編の特集記事を掲載した。1948年には、ベニントン・カレッジ (Bennington College)のポール・ジーン・ウェルデン (Paula Jean Welden)が失踪した事件に関する記事で、ニューイングランドの女子大学生が失踪した他の例として、スミス・カレッジ (Smith College)に在籍していたアリス・コーベット (Alice Corbett)が1925年に失踪した事件と合わせ、リエルの事件も紹介された。